# Tristan Klingsor
Tristan Klingsor (eigentlich Arthur Justin Léon Leclère), (* 8. August 1874 in Lachapelle-aux-Pots, Département Oise; † 3. August 1966 in Paris) war ein französischer Schriftsteller, Komponist, Maler und Musikkritiker.
Nach der Schulausbildung in seinem Geburtsort besuchte Klingsor das Collège von Beauvais und nahm Klavierunterricht. Ab 1895 nahm er Malunterricht an der École du Louvre in Paris. Nach 1900 gehörte er neben Maurice Ravel dem Künstlerkreis der Les Apaches an.
1895 erschien Klingsors erster Gedichtband Filles-Fleurs, der Themen aus dem Umkreis der Opernwelt Richard Wagners aufgriff, nach dessen Opernhelden er sein Pseudonym gewählt hatte. Aus seiner Gedichtsammlung Schéhérazade (1903) vertonte Ravel drei Gedichte. 1915 widmete Ravel ihm das erste seiner Trois chansons. In der Zeit vor dem Ersten Weltkrieg zählte Tristan neben Francis Carco, Jean-Marc Bernard, Tristan Derème und Jean Pellerin zur Lyrikergruppe der Les Fantaisistes. Seine Freundschaft zu Ravel beschrieb Tristan 1939 in dem Essay L' Époque Ravel.
Neben weiteren Gedichtbänden veröffentlichte Tristan kunstgeschichtliche und -kritische Werke. Er trat als Komponist von Liedern hervor und war auch als Maler erfolgreich. Er hatte 1905 eine Ausstellung beim Pariser Herbstsalon und wurde 1952 mit dem Prix Puvis de Chavannes ausgezeichnet.

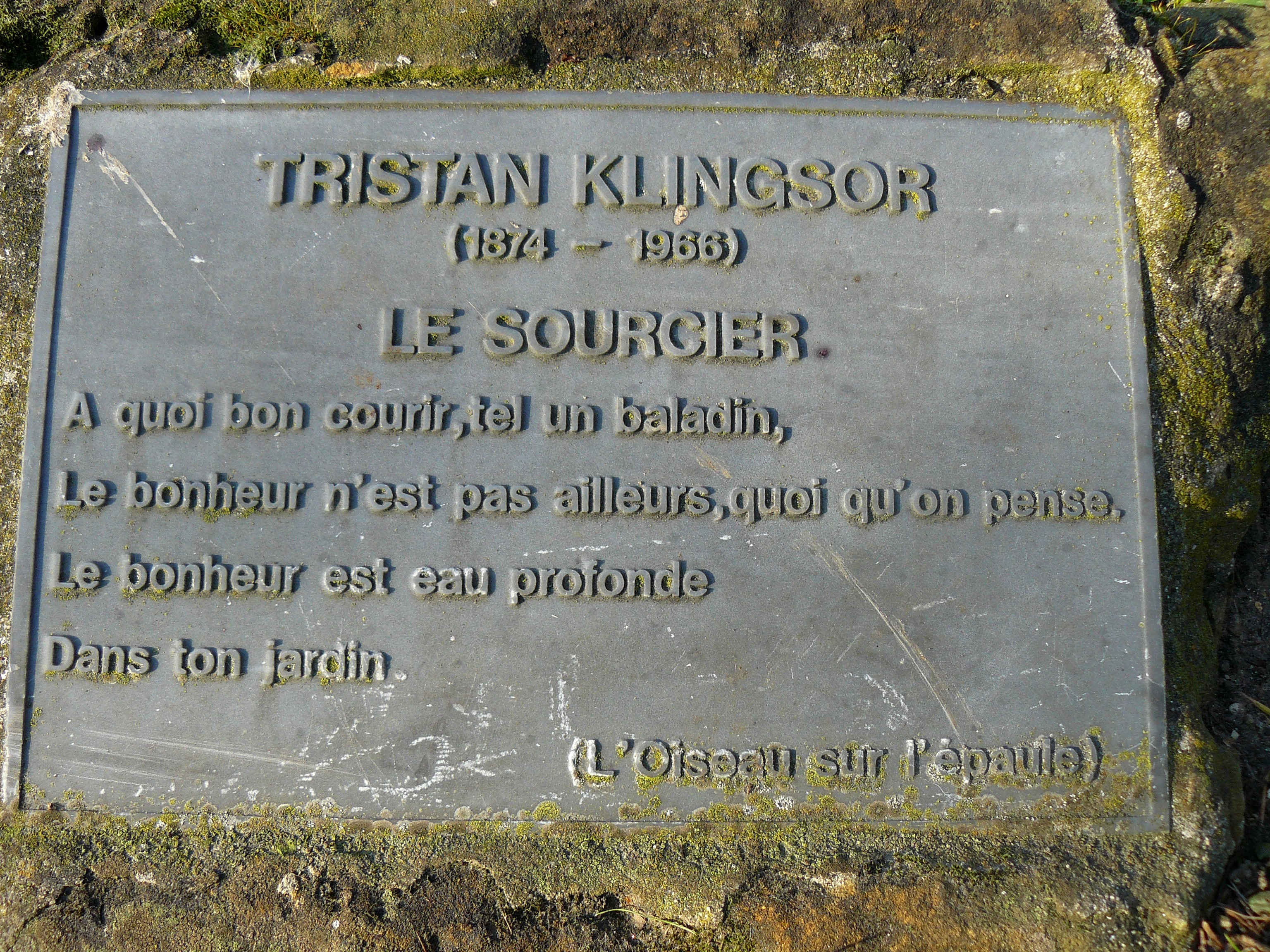
Gedenkstein im Jardin des Poètes, Paris